# كلود ديمتريوس
كلود ديمتريوس (بالإنجليزية: Claude Demetrius)‏ هو كاتب أغاني أمريكي، ولد في 3 أغسطس 1916 في باث في الولايات المتحدة، وتوفي في 1 مايو 1988 في نيويورك في الولايات المتحدة.

## وصلات خارجية
- كلود ديمتريوس على موقع ميوزك برينز (الإنجليزية)
- كلود ديمتريوس على موقع أول ميوزيك (الإنجليزية)
- كلود ديمتريوس على موقع أول ميوزيك (الإنجليزية)
- كلود ديمتريوس على موقع ديسكوغز (الإنجليزية)